# Bolesław Kubik (ułan)
Bolesław Kubik (ur. 15 października 1898 w Połańcu, zm. 13 czerwca 1915 pod Rokitną) – żołnierz kawalerii II Brygady Legionów Polskich. Uczestnik szarży pod Rokitną. Kawaler Orderu Virtuti Militari.

## Życiorys
Urodził się 15 października 1898 w rodzinie Józefa i Marianny z d. Gardyńska. Absolwent szkoły powszechnej. Od 16 sierpnia 1914 ochotnik w 2 szwadronie III plutonu 2 pułku ułanów II Brygady Legionów Polskich. Brał udział w walkach w Karpatach. Poległ 13 czerwca 1915 w czasie szarży pod Rokitną. Był kawalerem.
15 czerwca 1915 wraz z pozostałymi 14 poległymi bezpośrednio w czasie ataku żołnierzami 2. szwadronu został uroczyście pochowany na cmentarzu w Rarańczy.
W lutym 1923 roku zwłoki ułanów ekshumowano i uroczyście przewieziono na cmentarz Rakowicki w Krakowie. 26 lutego odbył się uroczysty pogrzeb. Generał broni Stanisław Szeptycki, w imieniu Józefa Piłsudskiego, udekorował trumny ułanów przyznanymi im pośmiertnie orderami.

## Ordery i odznaczenia
- Krzyż Srebrny Orderu Virtuti Militari nr 6004 – 17 maja 1922[3][1]
- Krzyż Niepodległości – 6 czerwca 1931 „za pracę w dziele odzyskania niepodległości”[4][1]